# 哥倫比亞藍
哥倫比亞藍（英語：Columbia Blue）是一種以哥倫比亞大學命名的藍色，源自該校最早的學生組織愛辯者社團。哥倫比亞藍是哥倫比亞大學的官方顏色之一，潘通色號是290，十六進制代碼是#C4D8E2。
在哥倫比亞大學的歷史中，哥倫比亞藍的準確色號很長時間內都沒有得到明確定義。直到2009年，該校才正式將其定義為潘通290。哥倫比亞藍經常被與潘通292（十六進制代碼#62A8E5）混淆，後者是哥倫比亞大學運動隊的官方顏色，比哥倫比亞藍稍深。